# 郁多罗颇求尼
郁多罗颇求尼，又作北德宿，是印度占星学二十七宿（纳沙特拉）之一，与中国二十八宿的翼宿相对应。
郁多罗颇求尼由日曜统治，守护神为阿厘耶磨。它的联络星是五帝座一（狮子座β）。
传统上，印度人为婴儿取名会以其出生时月亮所在的宿为依据，其名字的首字母是与这一宿对应的四个梵文字母之一。与郁多罗颇求尼相应的梵文字母分别为。